# Stangiew
Stangiew war ein polnisches Volumen- und Flüssigkeitsmaß, das im Königreich und auch in Preußen verwendet wurde. In Südpreußen wurde es gesetzlich am 31. Januar 1796 für verbindlich erklärt.
- Südpreußen 1 Stangiew = 2 Beczka = 2 Tonnen = 72 Garniec = 288 Quart
- Südpreußen 1 Stangiew = 392 Breslauer Quart = 13.735,288 Pariser Kubikzoll = 272,46 Liter = etwa 273 Liter
- Polen nach dem alten Maß 1 Stangiew = 2 Beczka/Fass = 72 Garniec = 288 Kwarty = 13.766 2/5 Pariser Kubikzoll = 273 Liter
- Polen nach dem Neuen Maß 1 Stangiew = 2 Beczka = 50 Garniec = 200 Kwarty = 10.082 ½ Pariser Kubikzoll = 200 Liter